# نيمانيا فوتشيتشفيتش
نيمانيا فوتشيتشفيتش (بالصربية: Немања Вучићевић)‏ (11 أغسطس 1979 في بلغراد في صربيا – )؛ هو لاعب كرة قدم كان يلعب كلاعب وسط.

## وصلات خارجية
- نيمانيا فوتشيتشفيتش على موقع الاتحاد الأوربي (الإنجليزية)
- نيمانيا فوتشيتشفيتش على موقع اتحاد تركيا (لاعب) (الإنجليزية)
- نيمانيا فوتشيتشفيتش على موقع رابطة كرة القدم اليابانية للمحترفين (اليابانية)
- نيمانيا فوتشيتشفيتش على موقع قاعدة بيانات كرة القدم.إي يو (الإنجليزية)
- نيمانيا فوتشيتشفيتش على موقع بيانات كرة القدم. دي إي (الألمانية)
- نيمانيا فوتشيتشفيتش على موقع Soccerbase.com (لاعب) (الإنجليزية)
- نيمانيا فوتشيتشفيتش على موقع Soccerway.com (الإنجليزية)
- نيمانيا فوتشيتشفيتش على موقع عالم كرة القدم.نت (الإنجليزية)